# Мисионес (департамент)
Мисионес (на испански: Misiones) е един от 17-те департамента на южноамериканската държава Парагвай. Намира се в южната част на страната. Площта му е 9556 квадратни километра, а населението – 128 130 души (по изчисления за юли 2020 г.). Столицата му е град Сан Хуан Баутиста.